# 郭登敖
郭登敖（1905年1月—2010年9月23日），字敖山。貴州省思南縣興隆鄉敖家灣人。民國37年（1948年）在教育會北區當選第一屆立法委員，同時當選為貴州省思南縣國大代表候補人。

## 生平
- 貴陽師範
- 國立北京大學政治系畢業，曾獲北大國語演說競賽決賽第一名[2]
- 北平市教育會常務理事
- 中央訓練團黨政班第10期結業、漢平路工會整理委員、北平特別市辦事處主任、中國國民黨北平特別市黨務整理委員會執行委員，第八區公路黨部主任委員、中國國民黨中央社會部民眾組織處處長、北京市立第三中學校長、北平市立商業學校校長[3]、北平私立大中中學校長、中國國民黨第十一屆至第十八屆中央評議委員會委員。1990年移居美國華盛頓。2010年9月23日在馬里蘭州家中去世，享年106歲。